# Prionacalus whymperi
Prionacalus whymperi är en skalbaggsart som beskrevs av Bates 1891. Prionacalus whymperi ingår i släktet Prionacalus och familjen långhorningar. Inga underarter finns listade i Catalogue of Life.